# Sibon dunni
Sibon dunni är en ormart som beskrevs av Peters 1957. Sibon dunni ingår i släktet Sibon och familjen snokar. IUCN kategoriserar arten globalt som otillräckligt studerad. Inga underarter finns listade i Catalogue of Life.
Arten förekommer i Ecuador. Honor lägger ägg.